# Blue Peter

Blue Peter

Blue Peter är namnet på flaggan för det internationella signaltecknet P, en blå flagga med vitt rektangulärt fält i mitten.
Blue Peter ensam hissad på fartyg anger att det är klart för avgång och att landpermitterade kallas ombord.